# 韋慕庭
韋慕庭（英語：Clarence Martin Wilbur，1908年5月13日—1997年6月18日），美國歷史學家。

## 生平
1931年奧柏林學院畢業，1933年就讀於哥倫比亞大學，曾至华北协和话语学校學習華語，1941年得到哥倫比亞大學博士學位，專攻中國共產主義運動。1947年任教於哥倫比亞大學，獲傅爾布萊特計畫研究獎金，曾担任东亚研究室主任。1961年由福特基金會支持，設置「美國學術機構與中研院近史所聯絡委員會」。1989年將讀書手劄及函稿捐贈給中央研究院近代史研究所。1997年去世。

## 研究
1960年，韦慕庭听说哥大在整理图书馆档案时发现一篇1924年的硕士论文，名字叫《The communist movement in China》，作者是Ch'en Kung-Po，即陳公博。碩士論文《中國的共產主義運動》两份英文附件分别是《中国共产党的第一个纲领》和《中国共产党关于党的目标的第一个决议案》。1921年中共一大会议被法租界巡捕打断后，陈公博没参与南湖上的最后一天会议，但是最后定稿的《纲领》和《决议》被陈公博带了一份递交给未能参会的陈独秀。陈独秀决定先不发表，于是这份文件就这样留在陈公博手里了。1923年赴美留学，在美国写硕士论文刚好用上。

## 著作
- 《中国的乡村政府》（Village Government in China，1934）
- 《前汉时代中国的奴隶制》（Slavery in China during the Former Han Dynasty,206B.C.-A.D.25，1943）
- 《孫中山：壯志未酬的愛國者》（Sun Yat-Sen： Frustrated Patriot，1976）
- 《中国国民革命（1923-1928）》（The Nationalist Revolution in China,1923-1928，1984）
- Missionaries of Revolution： Soviet Advisers and Nationalist China,1920-1927，1989 co-authored with Julie Lien-ying How
- 《我生命中的中国：一个历史学家自己的历史》（China in My Life: An Historian's Own History，1996）
- 《关于共产主义、民族主义及在华苏联顾问的文件（1918-1927）：1927年北京警察局搜获的俄国使馆密件》（Documents on communism, nationalism, and Soviet advisers in China, 1918-1927: Papers seized in the 1927 Peking raid，1956）（与夏连荫（Julie Lien-ying How）合编）